# Andorra a 2006. évi téli olimpiai játékokon
Andorra az olaszországi Torinóban megrendezett 2006. évi téli olimpiai játékok egyik részt vevő nemzete volt. Az országot az olimpián 2 sportágban 3 sportoló képviselte, akik érmet nem szereztek.

## Alpesisí
Két női sportoló, Emilia Estevenet és Mireia Gutierrez is a küldöttség tagjai voltak, de egyik versenyszámban sem indultak.
Férfi
| Versenyző    | Versenyszám            | 1. futam      | 1. futam      | 2. futam | 2. futam | Összesítés    | Összesítés    |
| Versenyző    | Versenyszám            | Idő           | Hely.         | Idő      | Hely.    | Idő           | Helyezés      |
| ------------ | ---------------------- | ------------- | ------------- | -------- | -------- | ------------- | ------------- |
| Alex Antor   | Lesiklás               |               |               |          |          | 1:55,01       | 39.           |
| Alex Antor   | Műlesiklás             | nem ért célba | nem ért célba | kiesett  | kiesett  | kiesett       | kiesett       |
| Alex Antor   | Szuperóriás-műlesiklás |               |               |          |          | nem ért célba | nem ért célba |
| Roger Vidosa | Lesiklás               |               |               |          |          | 1:59,24       | 50.           |
| Roger Vidosa | Műlesiklás             | 59,87         | 41.           | 54,16    | 24.*     | 1:54,03       | 27.           |

| Versenyző    | Versenyszám | Lesiklás | Lesiklás | Műlesiklás    | Műlesiklás    | Műlesiklás | Műlesiklás | Műlesiklás | Műlesiklás | Összesítés | Összesítés |
| Versenyző    | Versenyszám | Lesiklás | Lesiklás | 1. futam      | 1. futam      | 2. futam   | 2. futam   | Össz.      | Össz.      | Összesítés | Összesítés |
| Versenyző    | Versenyszám | Idő      | Hely.    | Idő           | Hely.         | Idő        | Hely.      | Idő        | Hely.      | Idő        | Helyezés   |
| ------------ | ----------- | -------- | -------- | ------------- | ------------- | ---------- | ---------- | ---------- | ---------- | ---------- | ---------- |
| Alex Antor   | Összetett   | 1:43,84  | 42.      | nem ért célba | nem ért célba | kiesett    | kiesett    | kiesett    | kiesett    | kiesett    | kiesett    |
| Roger Vidosa | Összetett   | 1:46,09  | 54.      | 48,23         | 30.           | 47,05      | 25.        | 1:35,28    | 24.        | 3:21,37    | 28.        |

## Sífutás
Férfi
| Versenyző       | Versenyszám | Eredmény      | Helyezés      |
| --------------- | ----------- | ------------- | ------------- |
| Francois Soulie | 15 km       | 44:42,6       | 71.           |
| Francois Soulie | 30 km       | nem ért célba | nem ért célba |
| Francois Soulie | 50 km       | nem ért célba | nem ért célba |